# Craig Hodges
Craig Anthony Hodges, född 27 juni 1960 i Park Forest i Illinois, är en amerikansk före detta professionell basketspelare (SG) som tillbringade tio säsonger (1982–1992) i den nordamerikanska basketligan National Basketball Association (NBA), där han spelade för San Diego Clippers, Milwaukee Bucks, Phoenix Suns och Chicago Bulls. Under sin karriär gjorde han 5 940 poäng (8,5 poäng per match), 1 769 assists och 937 rebounds, räddningar från att bollen ska hamna i nätkorgen, på 695 grundspelsmatcher. Han ingick några år i Chicago Bulls dynastilag som dominerade NBA mellan 1990 och 1998, där han var med om att vinna två av deras sex NBA-mästerskap som de bärgade under den tidsperioden. Han spelade även för italienska Shampoo Clear Cantù, turkiska Galatasaray Odeabank, amerikanska Rockford Lightning och svenska Jämtland Ambassadors.
Hodges draftades i första rundan i 1987 års draft av Chicago Bulls som tionde spelare totalt.
Efter den aktiva spelarkarriären har han bland annat varit assisterande tränare för Los Angeles Lakers mellan 2005 och 2011 och vann ytterligare två NBA-mästerskap för säsongerna 2008–2009 och 2009–2010.